# Jean-Luc Escayol
Jean-Luc Escayol, né le 11 février 1972 à Perpignan (Pyrénées-Orientales), est un ancien footballeur professionnel français. Il évoluait au poste de milieu de terrain.

## Biographie
Au cours de sa carrière professionnelle, Jean-Luc Escayol dispute 225 matchs dans le championnat de France de Division 2, et connaît de nombreux clubs.
En 2003, il rejoint les rangs amateurs et poursuit sa carrière à ce niveau jusqu'en 2012, jouant notamment pour des clubs de la région Languedoc-Roussillon.
En parallèle, Jean-Luc Escayol occupe les fonctions de recruteur pour le FC Martigues.
Il occupe depuis 2014 les fonctions de coordinateur de la cellule recrutement des pros pour l'AJ Auxerre